# Matteo Salvini
Matteo Salvini, lombard alakban Mattee Salvin (Milánó, 1973. március 9. –) olasz politikus, 2018. június 1. és 2019. szeptember 5. között, illetve 2022. október 22-től Olaszország miniszterelnök-helyettese és belügyminiszter.
Olasz és európai parlamenti képviselő is volt. 1990 óta az Északi Liga tagja, 2013 óta elnöke. 1993-ban a helyhatósági választásokon beválasztották a milánói városvezetésbe önkormányzati tanácsosnak, ezt a tisztségét 2012-ig töltötte be. 2013. december 7-én a párttagok szavazatának 81%-ával ő lett az Északi Liga elnöke. A 2018-as parlamenti választásokon a Jobbközép koalíció listavezetője volt.
Keményvonalas euroszkeptikus politikusnak tartják, aki kritikusan ítéli meg az Európai Uniót. Az európai populisták egyik fő alakjának, a globalizációellenességet és protekcionista álláspontokat hangsúlyozó, jobboldali-szélsőjobboldali  ideológiát képviselő neonacionalista mozgalom képviselőjének tartják. Mint szélsőjobboldali politikus, Salvini támogatja az erőszaktevők kémiai kasztrálását.

## Élete
Milánóban született, édesapja egy vállalkozás vezetője, édesanyja háztartásbeli. 1985-ben 12 évesen a Doppio Slalom című televíziós kvízműsorban szerepelt a Canale 5 csatornán. 1993-ban 20 évesen az Il pranzo é servito című vetélkedő műsorban szerepelt, a Rete 4 csatornán.
1992-ben érettségizett az Alessandro Manzoni gimnáziumban. Ebben az évben jelentkezett a milánói Università degli Studi di Milano egyetem történelem szakára, amit félbeszakított és nem fejezett be.
Fiatalkorában gyakran járt a Leoncavallo nevű önfenntartó szociális központba, ami alapvetően befolyásolta politikai nézeteit: itt az Északi Liga szélsőbaloldali szárnyával kezdett szimpatizálni, emiatt lett később a Padaniai Kommunisták nevű szárny alapítója és vezetője. 
Ennek okán számos kritika érte később, amikor politikai nézeteit megváltoztatta, és szélsőbaloldal helyett a szélsőjobboldal fele közeledett. Ekkor szövetségre lépett európai szinten a francia Marine Le Pen és a holland Geert Wilders politikusokkal. Azzal vádolták, hogy ez a „köpönyegforgatás” csak szavazatszerzés végett történt meg. Salvini erre úgy reagált: „Az európai jobboldalban ma több baloldali értéket látok, mint a tényleges baloldalon. Ezek a pártok és mozgalmak azok, amelyek ma megvédik a dolgozókat. Szóval én nem látok semmi különöset abban, hogy párbeszédet folytatunk azokkal, akik megtestesítik az ellenállást ebben a hibás Európában.”

### Politikai tevékenysége
1990-ben lépett be az Északi Ligába, a következő évben a párt aktivistája lett. 1993. június 20-án a helyhatósági választásokon a párt jelöltje, Marco Formentini győzött, ő lett a polgármester. Salvinit beválasztották önkormányzati tanácsosnak az új városvezetésbe. 1992-ben a párt ifjúsági szervezetének, az Ifjú Padaniaiak Mozgalom tagja lett, ahol előbb a szervezet Milánó városi képviselője később 1998–2004 között Milánó megyei titkára lett.
1997-ben a párt újságja, a la Padania című napilap szerkesztője lett, amit utólag nagyszerű tapasztalatnak nevezett. 1999-ben rádiós műsorvezető lett a Radio Padania Libera rádiónál.
1997-ben a padaniai parlamenti választáson a Kommunista Padaniaiak listavezetője volt, a 210-ből öt mandátumot szereztek. 1998-ban megválasztották az Északi Liga Milánó megyei főtitkárává, a tisztséget 2004-ig töltötte be. Ekkoriban még a lombard és padániai szeparatizmus illetve autonomizmus támogatója volt, de 2018-tól már nem támogatta az északi elszakadási törekvéseket.
1999-ben a Palazzo Marinóban tartott hivatalos látogatást Carlo Azeglio Ciampi köztársasági elnök. Az eseményen Salvini nem volt hajlandó a protokolloknak megfelelően kezet fogni az államfővel, Salvini ezt azért tette, mert „őt nem képviseli Ciampi és ezért nem fog vele kezet”.
1999-ben 30 napra rabosították hivatalos személy elleni erőszak vádjával, miután Massimo D’Alema miniszterelnökre záptojást dobott.
2004 és 2006 között európai parlamenti képviselője volt a pártnak, miután az európai választáson az északnyugati választókerületben győzött. 2006-ban lemondott tisztségéről, visszament Milánóba, ahol a helyhatósági választásokon bekerült az önkormányzatba, és ismét önkormányzati tanácsos lett.
A 2008-as parlamenti választásokon Lombardia 1-es választókörzetét megnyerte így az olasz képviselőház képviselője lett.
2009-ben ismét megválasztották európai parlamenti képviselőnek, ezt követően lemondott az olasz belpolitikában betöltött tisztségeiről, és Brüsszelbe ment.
2013. november 23-án a No Euro Day nevű euróellenes rendezvény keretében a milánói Hotel Dei Cavalieriben fogadott egy küldöttséget, amellyel Olaszország eurózónából való kilépéséről tárgyaltak.

### Az Északi Liga főtitkáraként
2013. december 7-én megválasztották a párt főtitkárának.
A La Padania egy cikkében megválasztása után úgy nyilatkozott, hogy az euroszkepticizmus jegyében az európai szélsőjobboldal felé kell elhelyezkedni, és velük kötni szövetséget.

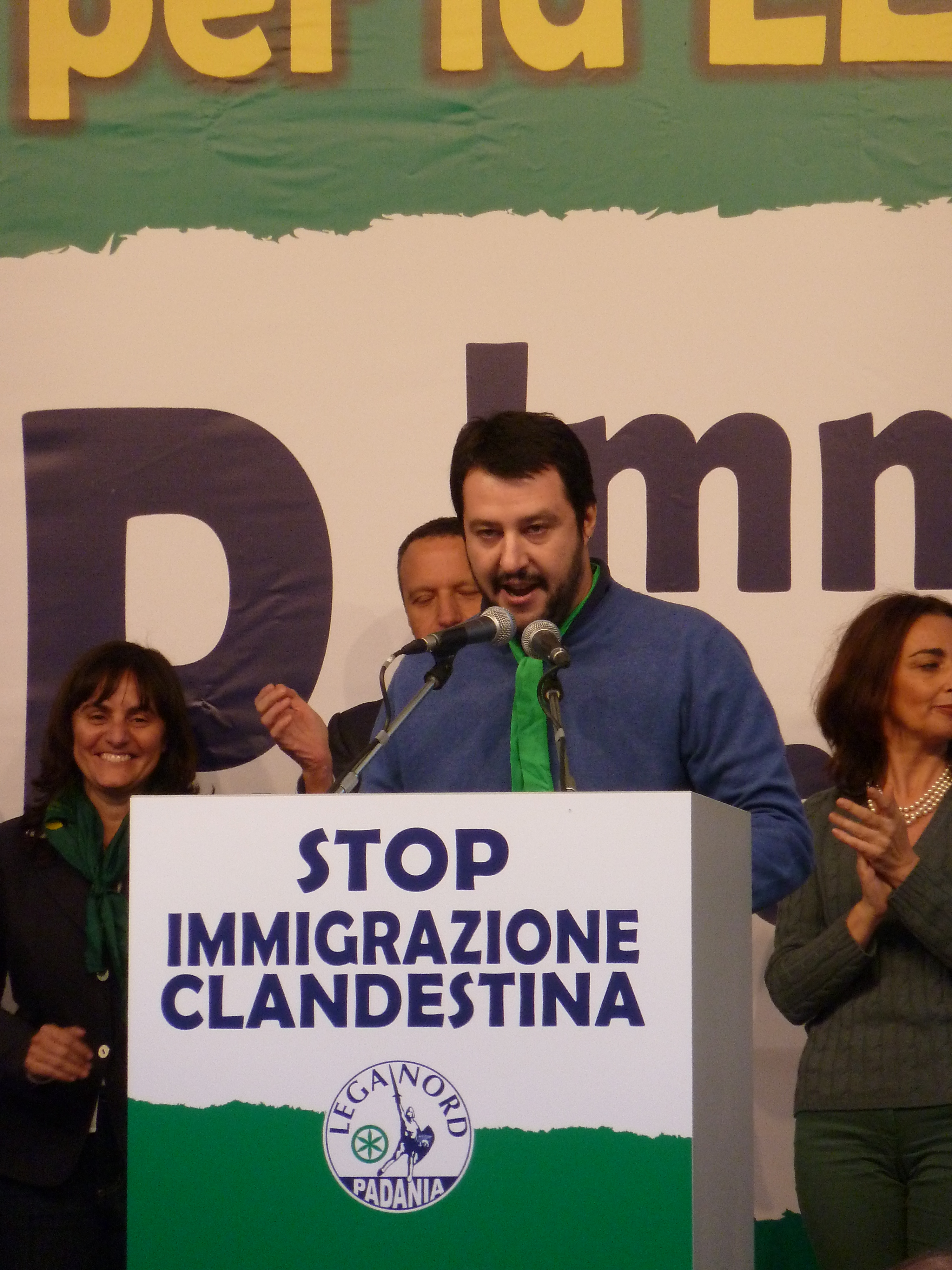
Matteo Salvini 2013-ban

2014 márciusában kijelentette, hogy az Északi Liga „a francia Nemzeti Front egyetlen olasz vitapartnere” és hozzáfűzte: „Egy dokumentumon dolgozunk épp, olyan közös programon, amit még az európai parlamenti választások előtt be fogunk mutatni […] Az első kapcsolatokat Le Pennel két évvel ezelőtt vettük fel […] Sokan félnek egy szabadabb Európáért tevékenykedő szövetségtől.”

2014. október 18-án az Északi Liga Milánóban rendezett tüntetést az illegális bevándorlás ellen. A párt felvonulást indított el az egykori Milánó városfalánál levő Porta Veneziától, ami a Piazza Duomón, a Milánói dóm előtt állt meg, és lett belőle tüntetés. A demonstráción a CasaPound pár ezernyi aktivistája is részt vett. Szakértők szerint 100 ezren voltak ott, addig a rendőrség adatai szerint 40 ezren vettek részt.
2014. december 19-én Salvini megalapította a „Noi con Salvini” (Mi Salvinival) nevű pártlistát Közép- és Dél-Olaszország tartományaiban.
2015. február 18-án Matteo Renzi kormánya ellen tüntetést szervezett, amin a CasaPound és az Olaszország Fivérei – Nemzeti Szövetség pártok is részt vettek.
2015 februárjában Flavio Tosi a párt veronai polgármestere bejelentette, hogy elindul az az évi regionális választáson Veneto tartomány elnöki posztjáért. A kijelentése miatt komoly nézeteltérése lett Salvinival, még az is felmerült, hogy Tosit kizárják a pártból. Ez március 10-én be is következett.
2018. június 1-től a vegyes ideológiájú protesztpárt, az 5 Csillag Mozgalom és a Salvini által vezetett Északi Liga által alkotott se nem jobb, se nem baloldali koalíciós kormány miniszterelnök-helyettese és belügyminisztere lett Olaszországban.

### A migrációs válság kezelése
Olaszország földrajzi helyzete miatt az Afrikából Európába irányuló migráció egyik frontországa. A korábbi olasz kormányok megállapodásokat kötöttek a Magreb-országokkal a migráció kordában tartására, de Moammer Kadhafi halála után, különösen 2014-től drasztikusan emelkedett az Észak-Afrikából tengeri úton érkező irreguláris bevándorlók száma. Bár ez a hullám a 2016-os tetőzés után lassan apadni kezdett, igazi áttörést az új kormány intézkedései hoztak.
Salvini belügyminiszterként többször kijelentette, hogy amennyiben a bevándorlók befogadásában az Európai Unió országai nem segítenek, a migránsokat szállító hajókat nem fogja beengedni az olasz kikötőkbe. 2018 augusztusában belpolitikai vihart kavart, mikor Cataniában a Diciotti nevű mentőhajóról nem engedte partra szállni a tengerből kifogott bevándorlókat.
Az olasz parlament 2018 őszén fogadta el a migrációról és biztonságról szóló, „első Salvini-csomagként” ismertté vált jogszabályt, amely a menedékkérők szigorúbb kezeléséről, feltartóztathatóságáról, a repatriálás gördülékenyebbé tételéről rendelkezett. 2019 nyarán a parlament elfogadta a Salvini-féle második szigorító jogszabálycsomagot, amely szerint a belügyminiszter közrendvédelmi vagy biztonsági okokból korlátozhatja vagy megtilthatja hajók olasz felségvizeken való áthaladását vagy a hajók olasz kikötőkben történő kikötését. Ugyanígy tehet akkor is, ha feltételezhető, hogy a hajó legénysége illegális bevándorlás elősegítésének bűncselekményét követi el.
Ezeket az intézkedéseket az európai „mainstream” nyilvánosság embertelenséggel és az európai értékek „lábbal tiprásával” vádolta, ugyanakkor a közvéleményben és bizonyos politikusok körében szimpátia is övezte.

## Konfliktusok személye körül
- 2013 májusában Milánóban egy ghánai illegális bevándorló megölt egy csákánnyal három embert a nyílt utcán. Ezt kommentálva Matteo Salvini – aki akkor a Lombard Liga mozgalom vezetője volt – támadta az újonnan kinevezett afrikai származású integrációs miniszternőt, Cécile Kyenget. Salvini azt mondta, hogy „az illegális bevándorlók – akiket a színes bőrű miniszter akar megrendszabályozni – csákánnyal gyilkolnak […] a miniszter nyitási lépéseinek rossz üzenete van, bűnözésre ösztönzik őket.”[45][46] Ez a kijelentés hatalmas felháborodást váltott ki a Demokrata Párt képviselői részéről, amelynek tagja volt Cécile Kyenge is; Enrico Letta miniszterelnök „szégyenteljes vádaskodásnak” nevezte Salvini mondatait.[47] Ezt követően Cecilia Malmström az Európai Unió belügyi bizottságának elnöke kritizálta Salvini ezen kijelentését, amit „rasszistának” és „hihetetlenül támadónak és igazságtalannak” nevezett.[48]
- 2013. november 15-én kijelentette, hogy ellenzi az azonos nemű párok gyermekvállalását, és abszurdnak tartja, hogy gyerekeket melegekre bízzanak. Hozzátette, hogy ezzel a világot le akarják zülleszteni.[49]
- 2015. április 8-án úgy nyilatkozott, hogy földig rombolná a cigánytáborokat Olaszországban.[50]
- 2016. szeptember 16-án Ciampi volt köztársasági elnök halálhírére Salvini durván kritizálta a néhai államfőt. Szerinte ő volt „Az olasz nép és Olaszország árulója”.[51]

## Látogatása Magyarországon
2019. május 2-án Orbán Viktor miniszterelnök meghívására hazánkba érkezett. Pintér Sándor belügyminiszter kíséretében megtekintette a déli határzárat, majd tárgyalásaik után sajtótájékoztatót tartottak.